# Opsiphanes sticheli
Opsiphanes sticheli är en fjärilsart som beskrevs av Johannes Karl Max Röber 1906. Opsiphanes sticheli ingår i släktet Opsiphanes och familjen praktfjärilar. Inga underarter finns listade i Catalogue of Life.